# Schönberger Vertrag
Der Schönberger Vertrag war ein Erbverzichtsvertrag, in dem Christian Heinrich von Brandenburg-Kulmbach sein Erbfolgerecht in den fränkischen Besitzungen der Hohenzollern zugunsten von König Friedrich I. in Preußen gegen eine finanzielle Entschädigung aufgab.
Der Schönberger Vertrag wurde am 23. November 1703 auf der ansbachisch-markgräflichen Burg in Schönberg bei Lauf abgeschlossen. In diesem Vertrag verzichtete der völlig verschuldete Christian Heinrich auf die Anwartschaft der Nachfolge in den beiden fränkischen Besitzungen der Hohenzollern, den Fürstentümern Ansbach und Bayreuth zugunsten Preußens. Im Gegenzug dafür übernahm der preußische König Friedrich I. in Preußen die standesgemäße Versorgung seiner Familie und übertrug Christian Heinrich als neuen Wohnsitz das Schloss Weferlingen bei Magdeburg.
Nach dem Tod Christian Heinrichs, versuchte dessen ältester Sohn Georg Friedrich Karl den Schönberger Vertrag aufheben zu lassen, um doch noch in sein Erbfolgerecht eintreten zu können. Nach langen und schwierigen Auseinandersetzungen gelang ihm dies schließlich 1722, allerdings nur unter erheblichen finanziellen Zugeständnissen an das preußische Königreich. Nach dem Tod von Markgraf Georg Wilhelm (der 1726 ohne männliche Nachkommen starb), konnte er deshalb die Regierung im Fürstentum Bayreuth übernehmen.